# Collessia superba
Collessia superba är en tvåvingeart som beskrevs av Bock 1982. Collessia superba ingår i släktet Collessia och familjen daggflugor. Inga underarter finns listade i Catalogue of Life.